# Mansour El Souwaim
Mansour El Souwaim (arabiska: منصور الصويم), född 1970 i Nyala i södra Darfur, är en sudanesisk författare.
El Souwaim har publicerat två romaner och två novellsamlingar. Romanen Dhakirat Shirrir (2005) belönades med Tayeb Salih-priset. 2004 gavs en samling noveller ut på arabiska och franska. El Souwaim var en av de 39 arabiska författare under 40 år som valdes ut till antologin Beirut 39, huvudprojektet när Beirut var Unescos bokhuvudstad 2009.